# Fair Park
A dallasi Fair Park egy szórakoztató és oktatópark, amely 1984-ben otthont adott a Formula–1 amerikai nagydíjnak. A versenyt Keke Rosberg nyerte.